# Élections provinciales belges de 1985
Les élections provinciales de 1985 se sont déroulées le 13 octobre de cette année.

## Résultats

### Flandre
| Parti | Parti          | Anvers    | Anvers           | Anvers  | Flandre-Occidentale | Flandre-Occidentale | Flandre-Occidentale | Flandre-Orientale | Flandre-Orientale | Flandre-Orientale | Limbourg | Limbourg          | Limbourg |
| Parti | Parti          | Votes     | %                | Sièges  | Votes               | %                   | Sièges              | Votes             | %                 | Sièges            | Votes    | %                 | Siège    |
| ----- | -------------- | --------- | ---------------- | ------- | ------------------- | ------------------- | ------------------- | ----------------- | ----------------- | ----------------- | -------- | ----------------- | -------- |
|       | CVP            | 339 098   | 32,86 % (+2,02)  | 33 (+1) | 266 551             | 37,45 % (+1,52)     | 38 (+1)             | 297 018           | 33,4 % (+2,45 %)  | 34 (+4)           | 155 609  | 34,81 % (-2,45 %) | 28 (=)   |
|       | SP             | 235 191   | 22,79 % (+2,33)  | 22 (+2) | 173 095             | 24,32 % (+3,95 %)   | 25 (+6)             | 201646            | 22,68 % (+3,28 %) | 23 (+5)           | 119 366  | 26,7 % (+3,42 %)  | 20 (+3)  |
|       | PVV            | 150 316   | 14,57 % (-3,47)  | 14 (-3) | 115 228             | 16,19 % (-4,66 %)   | 14 (-5)             | 178 262           | 20,05 % (-3,49 %) | 19 (-4)           | 65 863   | 14,73 % (-2,97 %) | 10 (-2)  |
|       | VU             | 133 770   | 12,96 % (-2,62)  | 11 (-4) | 93 058              | 13,07 % (-3,71 %)   | 11 (-3)             | 117 944           | 13,26 % (-4,41 %) | 12 (-5)           | 74 708   | 16,71 % (-1,79 %) | 12 (-1)  |
|       | Agalev         | 96 768    | 9,38 % (+3,22 %) | 7 (+3)  | 41 374              | 5,81 % (+3,58 %)    | 2 (+1)              | 58 250            | 6,55 % (+2,63 %)  | 2 (=)             | 22 991   | 5,14 % (+5,14 %)  | 0 (=)    |
|       | VB             | 43 318    | 4,2 % (+0,79 %)  | 2 (=)   | 8307                | 1,17 % (+1,17 %)    | 0                   | 17 724            | 1,99 % (+0,41 %)  | 0 (=)             | 4008     | 0,9 % (+0,15 %)   | 0 (=)    |
|       | PVDA           | 21 801    | 2,11 % (+0,16 %) | 1 (+1)  | 3529                | 0,5 % (+0,5 %)      | 0                   | 5120              | 0,58 % (-0,33 %)  | 0 (=)             | 4241     | 0,95 % (-0,89 %)  | 0 (=)    |
|       | Autres         | 11 629    | 1,12 %           | 0       | 10 598              | 1,48 %              | 0                   | 13 201            | 1,48 %            | 0                 | 281      | 0,06 %            | 0        |
|       | Blancs et nuls | 77 041    | 6,95 %           | /       | 65 688              | 8,45 %              | /                   | 64 283            | 6,74 %            | /                 | 33 898   | 7,05 %            | /        |
| Total | Total          | 1 108 932 | 100 %            | 90      | 777 428             | 100 %               | 90                  | 953 448           | 100 %             | 90                | 480 965  | 100 %             | 70       |

### Brabant
|       | CVP            | 206 844   | 16,19 % (+2,17 %) | 17 (+3) |
|       | PRL            | 203 401   | 15,92 %(+4,39 %)  | 18 (+5) |
|       | PS             | 148 943   | 11,66 % (+2,05 %) | 12 (+2) |
|       | SP             | 128 111   | 10,03 % (+1,38 %) | 9 (+1)  |
|       | PVV            | 120 567   | 9,44 % (-2,3 %)   | 10 (-2) |
|       | PSC            | 100 388   | 7,86 % (+1,28 %)  | 9 (+3)  |
|       | VU             | 86 661    | 6,78 % (-1,69 %)  | 7 (-1)  |
|       | FDF            | 81976     | 6,42 % (-6,06 %)  | 7 (-7)  |
|       | ECOLO          | 52 099    | 4,08 % (+0,28 %)  | 0 (=)   |
|       | Agalev         | 45 089    | 3,53 % (+1,87 %)  | 1 (+1)  |
|       | Autres         | 102 123   | 7,98 %            | 0       |
|       | Blancs et nuls | 116 348   | 8,35 %            | /       |
| Total | Total          | 1 393 659 | 100 %             | 90      |

### Wallonie
| Parti | Parti          | Hainaut | Hainaut           | Hainaut | Liège   | Liège             | Liège   | Luxembourg | Luxembourg        | Luxembourg | Namur  | Namur             | Namur   |
| Parti | Parti          | Votes   | %                 | Sièges  | Votes   | %                 | Sièges  | Votes      | %                 | Sièges     | Votes  | %                 | Sièges  |
| ----- | -------------- | ------- | ----------------- | ------- | ------- | ----------------- | ------- | ---------- | ----------------- | ---------- | ------ | ----------------- | ------- |
|       | PS             | 310216  | 43,38 % (+3,6 %)  | 47 (+1) | 233 830 | 40,53 % (+2,44 %) | 39 (+1) | 35 942     | 25,2 % (-0,3 %)   | 13 (-1)    | 90 492 | 35,72 % (+6,12 %) | 23 (+2) |
|       | PSC            | 145 635 | 20,36 % (+2,44 %) | 19 (=)  | 120 576 | 20,9 % (+2,36 %)  | 19 (+1) | 49 663     | 34,82 % (+0,98 %) | 19 (=)     | 70 736 | 27,92 % (+1,92 %) | 18 (+1) |
|       | PRL            | 144 472 | 20,2 % (+1,81 %)  | 21 (+2) | 135 934 | 23,56 % (+1,8 %)  | 22 (=)  | 46 707     | 32,74 % (+3,34 %) | 18 (+2)    | 62 262 | 24,58 % (+3,99 %) | 16 (+3) |
|       | ECOLO          | 54 831  | 7,67 % (+7,67 %)  | 3 (+3)  | 38 659  | 6,7 % (-0,29 %)   | 4 (=)   | 6769       | 4,75 % (-0,85 %)  | 0 (-1)     | 18 909 | 7,46 % (+0,46 %)  | 3 (=)   |
|       | PCB            | 28 918  | 4,04 % (-2,4 %)   | 0 (-2)  | 16 299  | 2,82 % (-1,42 %)  | 1 (-2)  | /          | /                 | /          | 1794   | 0,71 % (-1,21 %)  | 0 (=)   |
|       | Autres         | 31 076  | 4,3 %             | 2 (=)   | 31 689  | 5,49 %            | 1       | 3563       | 2,5 %             | 0 (=)      | 9129   | 3,6 %             | 0 (-2)  |
|       | Blancs et nuls | 68 664  | 8,76 %            | /       | 50 068  | 7,98 %            | /       | 11 191     | 7,27 %            | /          | 21 750 | 7,91 %            | /       |
| Total | Total          | 783 812 | 100 %             | 90      | 627 055 | 100 %             | 86      | 153 835    | 100 %             | 50         | 275072 | 100 %             | 60      |